# Obsesión (película de 1943)
Obsesión (Ossessione) es un largometraje italiano de 1943, dirigido por Luchino Visconti. Se le considera el film precursor del movimiento cinematográfico “neorrealismo italiano” y está basado en el célebre libro El cartero siempre llama dos veces, de James M. Cain.
Es la primera y única adaptación cinematográfica italiana de la novela. Existe una adaptación anterior francesa (Le dernier tournant, dirigida por Pierre Chenal) y dos estadounidenses: una de 1946 (El cartero siempre llama dos veces, dirigida por Tay Garnett), y otra de 1981 (El cartero siempre llama dos veces, dirigida por Bob Rafelson).

## Argumento
Giovanna Bragana es una bella mujer casada con el dueño de un restaurante-estación de servicio,  Giuseppe. Su vida cambiará cuando conoce a Gino, un vagabundo que irrumpe en el matrimonio para convertirse en su amante. En el remolino de la lujuria, ambos se ponen de acuerdo para asesinar al esposo de Giovanna.

## Reparto

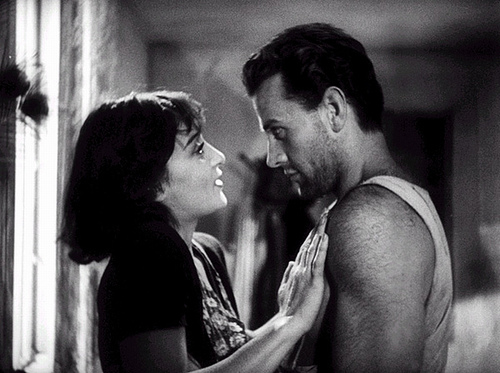
Girotti y Calamai en un fotograma.

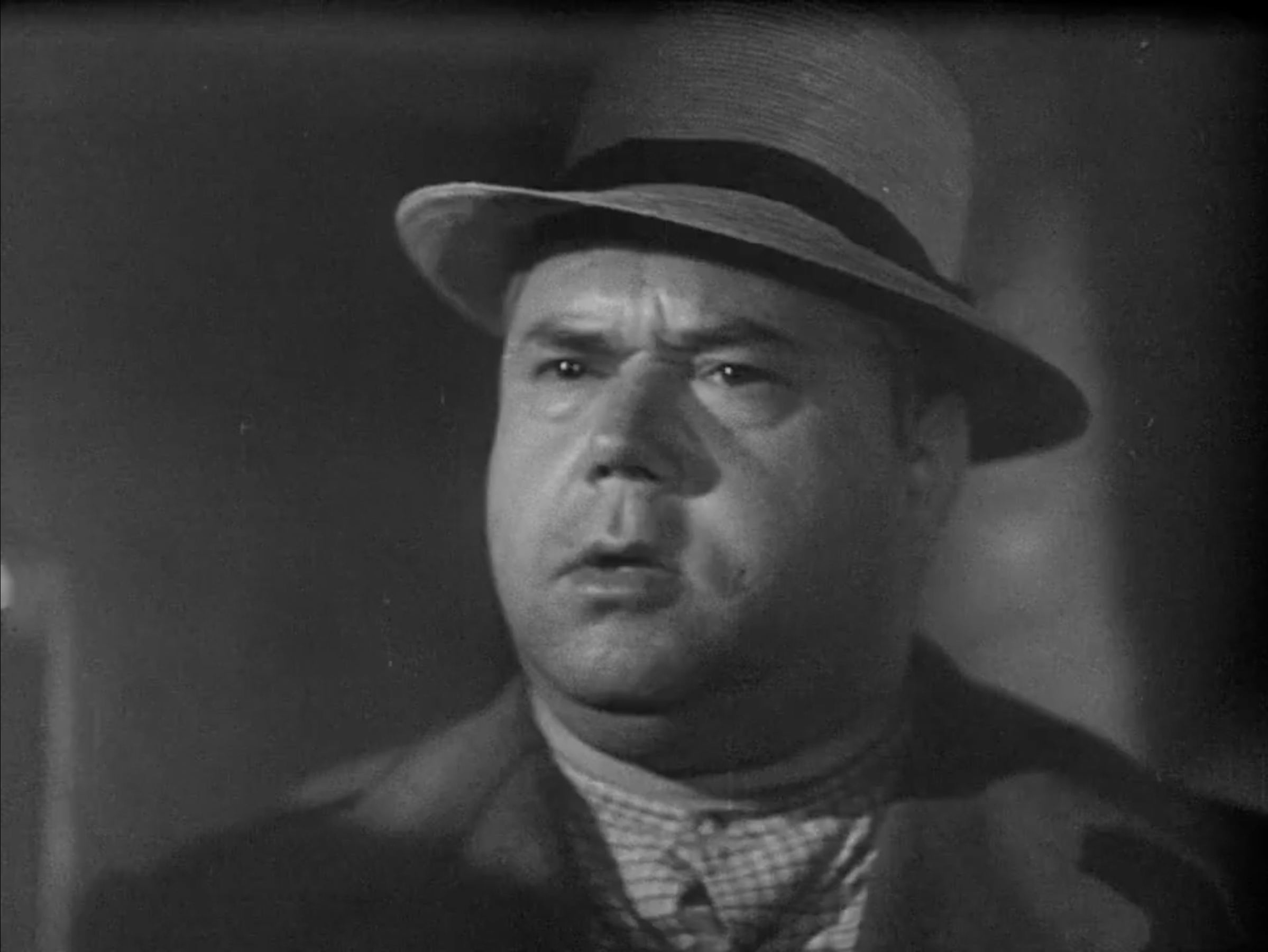
Juan de Landa en el papel del marido.

- Clara Calamai es Giovanna Bragana.
- Juan de Landa es Giuseppe Bragana.
- Massimo Girotti es Gino Costa.
- Elio Marcuzzo es "el Español".
- Dhia Cristiani es Anita.
- Vittorio Duse es el policía.
- Michele Riccardini es Don Remigio.

## Dirección y producción

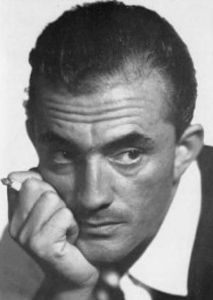
Luchino Visconti.

Emblema del cine neorrealista, Visconti (duque de Modrone) pertenecía a una familia aristocrática italiana. Sus orígenes y su formación se corresponden con su procedencia. Conocedor de las artes (ya sea teatro, música, literatura o artes plásticas), Luchino era un hombre refinado, de una gran inteligencia y un ego superior. A principio de la década de los años 1930, viajó a París, lo que supuso para él un cambio en todos los aspectos. Pasó a codearse con la bohemia, conoció a artistas como Jean Cocteau, Kurt Weill o Salvador Dalí, se produjo su primer acercamiento al movimiento comunista y pasó de ser un mujeriego a un declarado homosexual. Por su amistad con Coco Chanel también comenzó a trabajar como asistente de dirección de Jean Renoir en Une partie de campagne y Los bajos fondos.
A principio de los años 1940, Visconti regresó a Italia. Durante esa época Italia se regía por el régimen fascista que tenía a Benito Mussolini como dictador. El régimen tenía una idea clara acerca de cómo debía ser el pueblo italiano, la sociedad italiana. Visconti quería hacer una versión de cine que denominó antropomórfico porque es un cine de hombres vivos, no de monigotes, tal como afirma en su artículo "Cine antropomórfico" publicado en la revista Cinema.
Su primera intención fue dirigir una película adaptando la obra L'amante di Gramigna de Giovanni Verga con guion de Giuseppe de Santis, pero la crudeza e inmoralidad de los ambientes y situaciones llevaron a la prohibición de su filmación.
Entonces Visconti recordó una novela que le había pasado Renoir (El cartero siempre llama dos veces), y decidió rodarla, con algunos cambios: mientras en la obra de Cain son la pasión y la avaricia las que conducen al asesinato, aquí el asesinado es un hombre más despreciable (maltrata a su mujer) y el vagabundo duda más entre su nuevo amor y su vida en libertad (incluso,según varios críticos, relacionandola con una posible homosexualidad, representadas ambas por el personaje de "El Español"). Visconti se distancia, con ese debate identitario, de la versión francesa (más plana psicológicamente), de la de Garnett (que se basa en la caída en desgracia del asesino, causada por su amante) y de la de Rafelson (que relata una historia de amor dominada por un destino trágico, no provocado).

## Contexto, controversia y crítica
Cuando Ossessione fue completada y preestrenada en 1943, estaba lejos del inocente misterio de asesinato que las autoridades esperaban, lo que provocó reacciones negativas por parte de las autoridades fascistas y eclesiásticas. Vittorio Mussolini la calificó como antiitaliana, por lo que la película fue secuestrada, censurada en diversas salas del país e incluso exhibida parcialmente. La controversia sobre el tema llegó a los estratos más altos del gobierno fascista, hasta el punto de que atrajo la atención de Benito Mussolini, que se interesó por la película (probablemente debido a lo escandalizado que se encontraba su hijo) y pidió que se la proyectaran. Finalmente, tras el inicio de la invasión de la Península itálica por parte de los aliados, los fascistas quemaron todas las copias, excepto una, salvado por el propio Visconti.
La película no pudo proyectarse en EE. UU. hasta 1976, debido a que Visconti no tuvo en cuenta que los derechos cinematográficos pertenecían a la Metro-Goldwyn-Mayer, y los editoriales a Cain y sus editores.
El famoso crítico cinematográfico y teatral de The New York Times Vincent Canby, dijo lo siguiente respecto a esta película: «Comparar la Ossessione de Visconti con la de Tay Garnett es como comparar una producción de La Traviata con un anuncio televisivo de Mc Donald's». 
También el crítico de cine cubano Rufo Caballero considera la versión de Visconti «(...) más moderna, menos deudora de la fotogenia, más subjetiva...» que la de Garnett, y cree que en ella está mejor resuelto el tema de la sensualidad entre los personajes principales.
El crítico Steve Jay Schneider en su libro 1001 películas que hay que ver antes de morir, habla de ella en los siguientes términos: «Cain (...) probablemente nunca la vio, lo cual es una lástima porque hubiera descubierto la mejor adaptación cinematográfica de su obra».
Existe también alguna crítica no tan positiva. José Luis Garci cree que Visconti coloca el compromiso y la política social por encima del crimen o la pasión de los protagonistas. Y afirma: «El acontecer sentimental y dramático de la novela apenas le importa al cineasta (...) es un "noir" atípico, que podríamos situarlo más junto a Balzac que al neorrealismo de la primera hora».